# Ахазов, Тимофей Аркадьевич
Тимофе́й Арка́дьевич Ахазов (2 июня [20 мая] 1907, с. Чагаси, Цивильский уезд, Казанская губерния, Российская империя — 9 июня 1979, Чебоксары, Чувашская АССР, РСФСР, СССР) — советский партийный и государственный деятель, председатель Президиума Верховного Совета Чувашской АССР, заместитель председателя (1957—1968), и. о. председателя Президиума Верховного Совета РСФСР в ноябре-декабре 1966 года.

## Биография

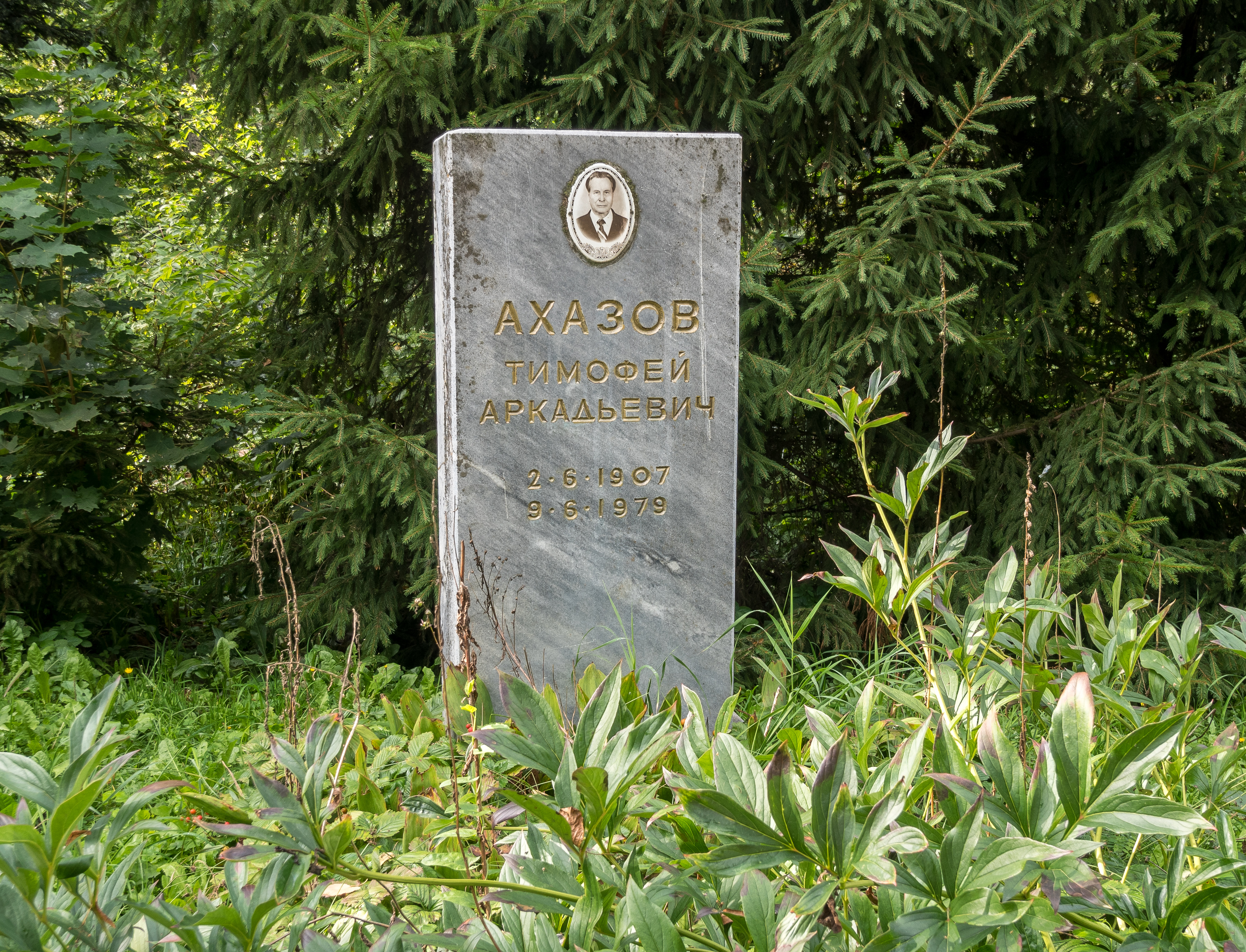
Могила Т. А. Ахазова в Чебоксарах

Родился 2 июня [20 мая] 1907 в селе Чагаси Цивильского уезда Казанской губернии Российской империи (ныне село в составе Канашского района Республики Чувашия). По национальности чуваш. 
С 1923 года — в комсомоле, член ВКП(б) с 1927 года. В 1932 году окончил Коммунистический университет в Нижнем Новгороде, в 1944 году — Высшую школу партийных организаторов при ЦК ВКП(б), в 1957 году — курсы переподготовки при ЦК КПСС.
В 1917 году был назначен заведующим Культурно-пропагандистским отделом Чебоксарского городского комитета ВКП(б). В 1926—1927 годы — секретарь волостного комитета ВЛКСМ. В 1928—1929 годы — на профсоюзной работе: председатель рабочкома леспромхоза, председатель Канашского райкома профсоюзов работников просвещения. Затем, с мая 1937 года, работал в аппарате Чебоксарского горкома ВКП(б): заведующим отделом культуры и пропаганды, третьим, затем вторым секретарём.
- 1938—1939 гг. — ответственный редактор газеты «Красная Чувашия»,
- 1939—1942 гг. — секретарь Чувашского областного комитета ВКП(б),
- 1942—1943 гг. — третий секретарь Чувашского областного комитета ВКП(б),
- 1944 г. — ответственный контролёр комиссии партийного контроля при ЦК ВКП(б),
- 1944—1948 гг. — второй секретарь Чувашского областного комитета ВКП(б),
- 1948—1956 гг. — первый секретарь Чувашского областного комитета ВКП(б)/КПСС,
- 1957—1968 гг. — председатель Президиума Верховного Совета Чувашской АССР, в 1966 году в качестве заместителя председателя Президиума РСФСР временно исполнял обязанности председателя Президиума этого совета[источник не указан 3093 дня].

Кандидат в члены ЦК КПСС (1952—1956). Депутат Верховного Совета СССР 2-4-го созывов, депутатом Верховного Совета РСФСР 2, 5—7-го созывов.
Находясь на пенсии, являлся заведующим отделом истории, старшим научным сотрудником Научно-исследовательского института языка, литературы, истории и экономики при Совете Министров Чувашской АССР. Автор более 20 научных работ.
Умер 9 июня 1979 года в Чебоксарах. Похоронен на мемориальном кладбище города Чебоксары.

## Память
Его именем названа улица в Чебоксарах.

## Награды и звания
Награждён двумя орденами Ленина, орденом Трудового Красного Знамени и медалями.